# Гау'ула (Гаваї)
Гау'ула (англ. Hauʻula) — переписна місцевість (CDP) в США, в окрузі Гонолулу штату Гаваї. Населення — 4018 осіб (2020).

## Географія
Гау'ула розташована за координатами 21°36′24″ пн. ш. 157°54′16″ зх. д. / 21.60667° пн. ш. 157.90444° зх. д. (21.606768, -157.904529).  За даними Бюро перепису населення США в 2010 році переписна місцевість мала площу 5,00 км², з яких 2,97 км² — суходіл та 2,03 км² — водойми.

## Демографія
Згідно з переписом 2010 року, у переписній місцевості мешкало 4148 осіб у 946 домогосподарствах у складі 784 родин. Густота населення становила 830 осіб/км².  Було 1098 помешкань (220/км²).
Расовий склад населення:
| - 34,7 % — вихідців з тихоокеанських островів - 18,8 % — білих - 6,1 % — азіатів - 0,5 % — чорних або афроамериканців - 0,2 % — корінних американців |

До двох чи більше рас належало 39,0 %. Частка іспаномовних становила 8,5 % від усіх жителів.
За віковим діапазоном населення розподілялося таким чином: 29,1 % — особи молодші 18 років, 61,6 % — особи у віці 18—64 років, 9,3 % — особи у віці 65 років та старші. Медіана віку мешканця становила 32,2 року. На 100 осіб жіночої статі у переписній місцевості припадало 98,7 чоловіків;  на 100 жінок у віці від 18 років та старших — 101,3 чоловіків також старших 18 років.
Середній дохід на одне домашнє господарство  становив 83 969 доларів США (медіана — 71 827), а середній дохід на одну сім'ю — 95 422 долари (медіана — 78 382). Медіана доходів становила 57 321 долар для чоловіків та 34 271 долар для жінок. За межею бідності перебувало 14,0 % осіб, у тому числі 16,7 % дітей у віці до 18 років та 3,4 % осіб у віці 65 років та старших.
Цивільне працевлаштоване населення становило 1487 осіб. Основні галузі зайнятості: освіта, охорона здоров'я та соціальна допомога — 33,0 %, мистецтво, розваги та відпочинок — 16,5 %, будівництво — 15,4 %.